# Emil Rohde
Pour les articles homonymes, voir Rohde.

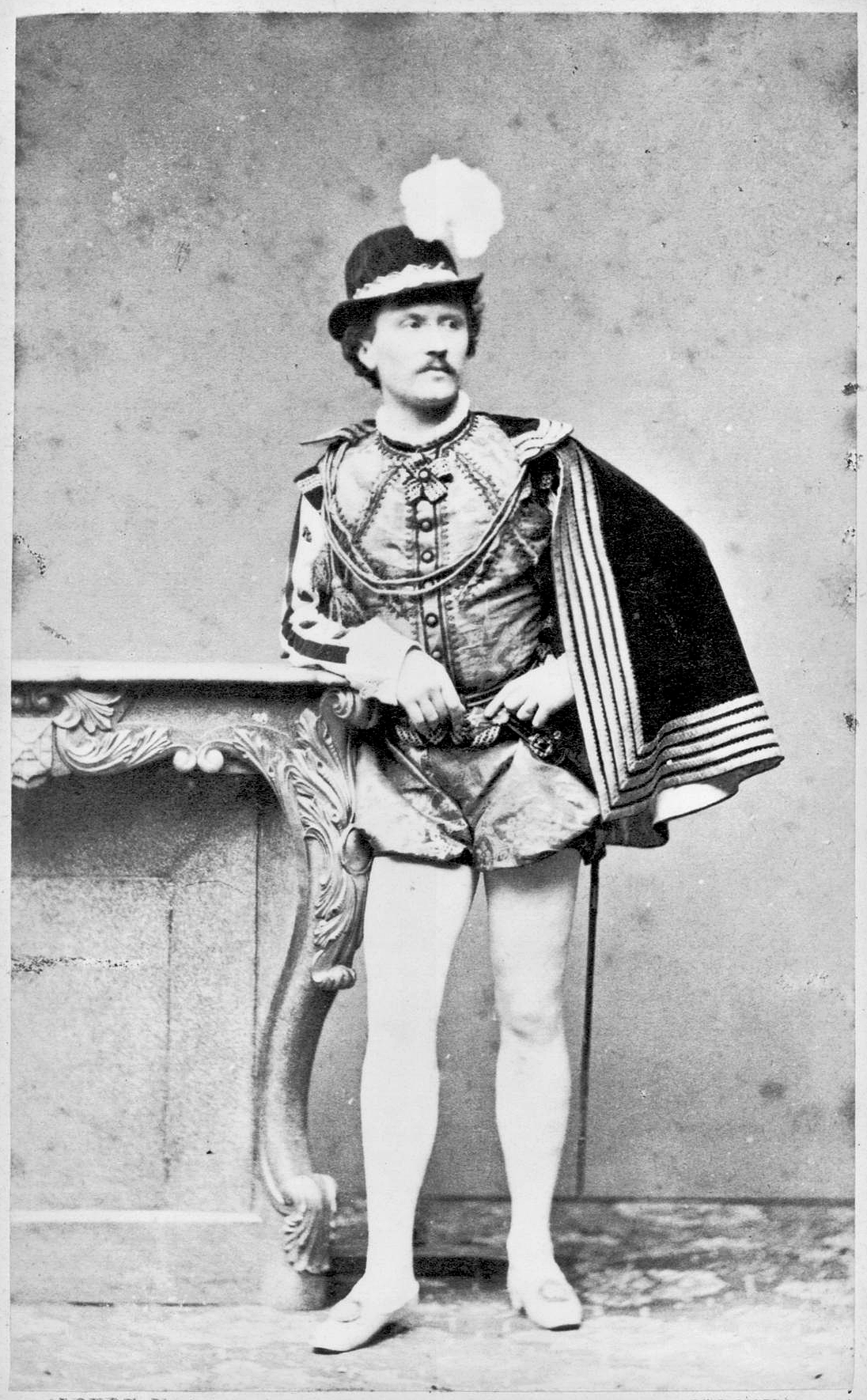
Emil Rohde en Don Carlos

Emil Rohde, né le 18 janvier 1839 à Düsseldorf et décédé le 18 décembre 1913 à Munich, est un acteur de théâtre allemand.

## Biographie
Emil Rohde est le fils d'un couple d'acteur, August et Magdalena Rohde. Son grand-père, Matthias Rohde (1782-1838), était un célèbre comédien à au théâtre de cour de Stuttgart et ami avec Carl Maria von Weber.
Il fait ses débuts sur la scène du théâtre de Stuttgart, où on connaissait sa famille. Il joue ensuite à Poznań et, de 1859 à 1864, au théâtre Urania de Breslau. Il se lie d'amitié avec son compatriote, l'acteur Ernst von Possart (1841-1921). De 1864 à 1913, Emil Rohde est engagé au théâtre de la cour de Munich. Il travaille de nouveau avec Ernst von Possart et s'illustre dans des rôles héroïques : Tellheim dans Minna von Barnhelm de Gotthold Ephraim Lessing, Roméo, Don Carlos et Torquato Tasso (Goethe).
En 1865, le roi de Bavière Louis II fait jouer pour lui seul Guillaume Tell, de Schiller. Emil Rohde incarne le rôle-titre. Louis veut immédiatement faire sa connaissance. Au début de l'automne, Rohde est  souvent prié de venir déclamer devant le monarque qui l'emmène bien vite en Suisse sur les pas du héros légendaire. Un soir, au crépuscule, le roi et Rohde arrivent à Schwyz, venant de Lucerne. Ils séjournent dans une auberge tenue par un certain Ross, s'arrêtent chez un libraire, visitent la Tellplatz, la chapelle de Tell, et tout ce qui était associé à la fameuse légende. Mais peu après, la fantaisie du roi satisfaite, il se désintéresse de l'acteur.
Emil Rohde est un des acteurs qui jouent régulièrement dans des représentations privées pour le roi seul, avec Josef Kainz (1858-1910) et Franz Nachbaur (1830-1903).
Emil Rohde, marié, a une fille nommée Anna Rohde (1870-1953), qui sera actrice à Munich et portera le titre honorifique de « Staatsschauspieler » de Bavière. Il meurt en 1913 et est enterré dans le vieux cimetière du Nord à Munich. À Munich-Pasing, la « Rohde-Straße » porte son nom.